# Hemiphileurus rugulosus
Hemiphileurus rugulosus är en skalbaggsart som beskrevs av S. Endrödi 1978. Hemiphileurus rugulosus ingår i släktet Hemiphileurus och familjen Dynastidae. Inga underarter finns listade i Catalogue of Life.